# アルテュル・デカボーテル
アルテュル・デカボーテル（Arthur Decabooter、1936年10月3日 - 2012年5月26日）は、ベルギー、ウェルデン（アウデナールデ）出身の自転車競技（ロードレース）選手。
アルテュル・デ・カボーテル(Arthur De Cabooter)とも表記される。

## 来歴
ワルテル・ホデフロートの義兄である。
1955年
- ロンド・ファン・フラーンデレン U23部門 優勝

1958年
- ノケル・クルス 優勝
- ロンド・ファン・フラーンデレン アンデパンダン部門 優勝

1959年、プロ転向。
- ドクター・ティスタールトプライス・ゾテヘム 優勝
- オムロープ・ファン・ヘット・ハウトラント 優勝

1960年
- ロンド・ファン・フラーンデレン 優勝
- ブエルタ・ア・エスパーニャ
  - ポイント賞
  - 区間2勝(第8、第15)
  - 総合10位
- ドワルス・ドール・フラーンデレン 総合優勝

1961年
- ブエルタ・ア・エスパーニャ
  - 区間1勝(第11)
- オムロープ・ヘット・フォルク 優勝
- E3プライス・フラーンデレン 優勝
- グランプリ・ド・ドナン 優勝

1964年
- クールネ〜ブリュッセル〜クールネ 優勝
- オムロープ・ファン・ヘット・ハウトラント 優勝

1965年
- ノケル・クルス 優勝

1967年、引退。